# Wacław Radecki (psycholog)

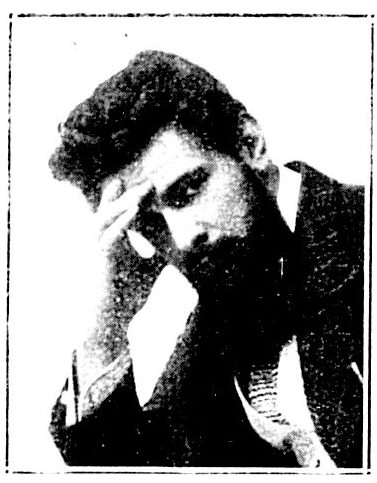
Wacław Radecki

Wacław Radecki (ur. 27 października 1887 w Warszawie, zm. 25 marca 1953 w Montevideo) – polski i brazylijski psycholog, lekarz, działacz polonijny, honorowy profesor Uniwersytetu w Montevideo, profesor Uniwersytetu w Kurytybie.

## Życiorys
Syn studenta medycyny Józefa Radeckiego i Aleksandry z domu Siekierz. Studiował na wydziale lekarskim Uniwersytetu w Genewie od 1908 do 1912 roku, uczył się psychologii pod kierunkiem Flournoy′a i Claparède′a.
Podczas I wojny światowej przebywał w Warszawie. W latach 1914–1918 był wykładowcą psychologii na Wydziale Humanistycznym Towarzystwa Kursów Naukowych. Działał w Komitecie Obywatelskim Powiatu Warszawskiego, Komitecie Obywatelskim Guberni Warszawskiej, Zarządzie Rady Opiekuńczej Powiatu Warszawskiego. Od 1919 do 1920 organizował Studium Psychologiczne przy Wolnej Wszechnicy Polskiej. Za sprawą doświadczeń z hipnozą popadł w konflikt ze środowiskiem psychologów i został zawieszony jak wykładowca. Sprawę opisywała prasa, Radecki został publicznie potępiony przez sąd obywatelski. W 1920 roku delegowany został przez Naczelne Dowództwo Wojska Polskiego do przeprowadzania badań psychologicznych żołnierzy.
Od 1923 roku przebywał w Brazylii. W 1924 roku założył w Rio de Janeiro pracownię psychologiczną (Laboratório de Psicologia da Colonia de Psychopathas em Engenho de Dentro). Działał w środowiskach polonijnych w Ameryce Południowej.
Żona Halina z Pepłowskich (prawdopodobnie córka Adolfa Pepłowskiego) była jego bliską współpracownicą, współautorką niektórych prac. Wacław Radecki z żoną należeli do kręgu znajomych Witolda Gombrowicza. Napisał przedmowę do powieści Floriana Czarnyszewicza Nadberezyńcy.
Uważany jest za pioniera psychologii doświadczalnej w Brazylii.

## Wybrane prace
- Recherches expérimentales sur les phénomènes psychoélectriques. Genève, 1911
- Les phénomènes psychoélectriques, 1911
- Psychologja kojarzenia wyobrażeń: według wykładów wygłoszonych na Klinice Chorób Nerwowych i Umysłowych Uniwersytetu Jagiellońskiego w półroczu zimowym 1912–13. Warszawa: E. Wende i S-ka, 1913
- Psychologia wzruszenia i uczuć. Warszawa: E. Wende i S-ka, 1912
- Przyczynek do analizy zastosowania w medycynie doświadczeń skojarzeniowych. „Neurologia Polska” 3 (7/8), s. 368–403, 1913
- Psychologia woli. Warszawa: E. Wende i S-ka, 1915
- Z psychologii młodej polskiej twórczości muzycznej. „Myśl Polska”, 1915
- Radecki, Bogucka. O powstawaniu wyobrażeń na drodze dowolnej.  Rozprawy Wydziału Matematyczno-Przyrodniczego Akademii Umiejętności w Krakowie, T. 55, ser. B. 1916
- Organizacja i prace Komitetów Obywatelskich na terenie Gubernji Warszawskiej. Cz. 1, Sprawozdanie Komitetu Obywatelskiego Gubernji Warszawskiej. Warszawa: E. Wende i S-ka, 1916
- Projekt odczytu o samorządzie. Warschau, 1917
- Działalność Rady Opiekuńczej Powiatu Warszawskiego w Roku 1916. Warszawa, 1917
- Psychologia myślenia. Warszawa: E. Wende i S-ka, 1919
- Psychologia – a wojsko. Lekarz Wojskowy 13, s. 6–11, 1920
- Contribuição à psychologia das representações. Revista de Educação, 1923
- Methodos psychoanalyticos em psychologia. Boletim da Sociedade de Medicina de São Paulo 6, 1923
- Waclaw Radecki, Gustavo Augusto de Rezende: Introducção a psychotherapia. Rio de Janeiro: Editora Scientifica Brasileira Dobici, 1926
- Un test d′intelligence pour adultes. Journal de psychologie normale et pathologique 24, 831–850, 1927
- O estado actual da psychotechnica e meios práticos de applicá-la. Trabalhos de Psychologia 1, 1928
- A creação de hábitos sadios nas creanças. Trabalhos de Psychologia 1, 1928
- Test de inteligência para adultos. Trabalhos de Psychologia 1, 1928
- Radecki, Rezende. Contribuição psychológica ao estudo da demencia precoce. Trabalhos de Psychologia 2, 1929
- Contribuição ao estudo psychologico da psychoanalyse. Trabalhos de Psychologia 2, 1929
- À margem de dois psychogrammas. Trabalhos de Psychologia 2, 1929
- Tratado de psychologia. Rio de Janiero: Escolade Applicacao de Saude do Exercito, 1929
- Criteriologia del estudio de la vida afectiva. Revista de Criminología, Psiquiatría y Medicina Legal 20, 1933
- Contribución psicológica a la reeducación de los delincuentes. Revista de Criminología, Psiquiatría y Medicina Legal 20, 178–181, 1933
- Waclaw Radecki, Camilo Payssé: Tratado de psicología. Buenos Aires: J. Peuser, 1933
- Psicopatología funcional. Buenos Aires: Aniceto López, 1935
- Waclaw Radecki, René Arditi Rocha: Manual de psiquiatría. Buenos Aires, 1937
- Rasgos Caracteristicos de la Cultura Polaca. Montevideo-Buenos Aires, 1940
- Citas, estrofas y reflexiones de escritores y pensadores polacos. Montevideo, 1944
- Radecki, Tuboras, Nieto. Relatorio del Primer Congreso Latinoamericano de Psicología. Montevideo: Editorial „Cepur”, 1950